# 400 East Ohio Street
400 East Ohio Street is een wolkenkrabber in Chicago, Verenigde Staten. De woontoren werd in 1982 voltooid door Telander Brothers Contractors.

## Ontwerp
400 East Ohio Street is 153,93 meter hoog en telt 50 verdiepingen. Het modernistische gebouw is gemaakt van beton en ontworpen door Gordon & Levin.
De woontoren bevat op de derde verdieping onder andere een zwembad en een zonnedek. De liftopbouw op het gebouw bevat een schuin dak, dat ontworpen was om zonnepanelen te bevatten. De zonnepanelen moesten het water in het gebouw verwarmen.